# Monaco a 2014. évi téli olimpiai játékokon
Monaco az oroszországi Szocsiban megrendezett 2014. évi téli olimpiai játékok egyik részt vevő nemzete volt. Az országot az olimpián 2 sportágban 5 sportoló képviselte, akik érmet nem szereztek.

## Alpesisí
Férfi
| Versenyző          | Versenyszám            | 1. futam      | 1. futam      | 2. futam      | 2. futam      | Összesítés    | Összesítés    |
| Versenyző          | Versenyszám            | Idő           | Hely.         | Idő           | Hely.         | Idő           | Helyezés      |
| ------------------ | ---------------------- | ------------- | ------------- | ------------- | ------------- | ------------- | ------------- |
| Arnaud Alessandria | Lesiklás               |               |               |               |               | 2:12,71       | 39.           |
| Arnaud Alessandria | Szuperóriás-műlesiklás |               |               |               |               | nem ért célba | nem ért célba |
| Olivier Jenot      | Műlesiklás             | 55,89         | 59.           | nem ért célba | nem ért célba | kiesett       | kiesett       |
| Olivier Jenot      | Óriás-műlesiklás       | nem ért célba | nem ért célba | kiesett       | kiesett       | kiesett       | kiesett       |
| Olivier Jenot      | Szuperóriás-műlesiklás |               |               |               |               | 1:22,20       | 35.           |

| Versenyző          | Versenyszám | Lesiklás | Lesiklás | Műlesiklás    | Műlesiklás    | Összesítés | Összesítés |
| Versenyző          | Versenyszám | Idő      | Hely.    | Idő           | Hely.         | Idő        | Helyezés   |
| ------------------ | ----------- | -------- | -------- | ------------- | ------------- | ---------- | ---------- |
| Arnaud Alessandria | Összetett   | 1:57,59  | 36.      | nem ért célba | nem ért célba | kiesett    | kiesett    |
| Olivier Jenot      | Összetett   | 1:59,81  | 45.      | 56,01         | 25.           | 2:55,82    | 28.        |

Női
| Versenyző         | Versenyszám | Eredmény      | Helyezés      |
| ----------------- | ----------- | ------------- | ------------- |
| Alexandra Coletti | Lesiklás    | nem ért célba | nem ért célba |

| Versenyző         | Versenyszám | Lesiklás      | Lesiklás      | Műlesiklás | Műlesiklás | Összesítés | Összesítés |
| Versenyző         | Versenyszám | Idő           | Hely.         | Idő        | Hely.      | Idő        | Helyezés   |
| ----------------- | ----------- | ------------- | ------------- | ---------- | ---------- | ---------- | ---------- |
| Alexandra Coletti | Összetett   | nem ért célba | nem ért célba | kiesett    | kiesett    | kiesett    | kiesett    |

## Bob

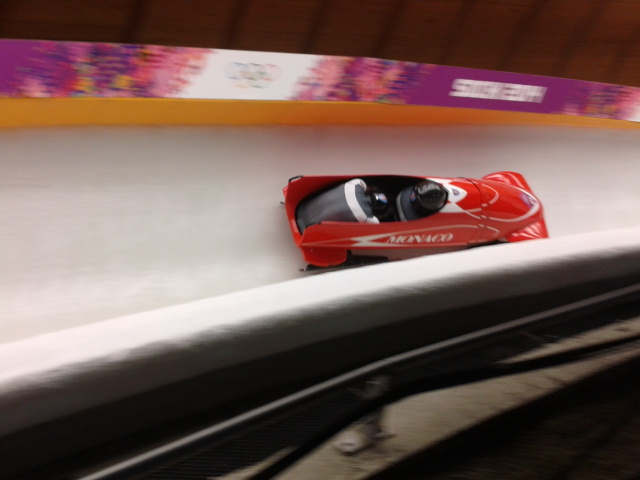
Monaco egysége a versenyen

Férfi
| Versenyző                           | Versenyszám | 1. futam | 1. futam | 2. futam | 2. futam | 3. futam | 3. futam | 4. futam | 4. futam | Összesítés | Összesítés |
| Versenyző                           | Versenyszám | Idő      | Hely.    | Idő      | Hely.    | Idő      | Hely.    | Idő      | Hely.    | Idő        | Helyezés   |
| ----------------------------------- | ----------- | -------- | -------- | -------- | -------- | -------- | -------- | -------- | -------- | ---------- | ---------- |
| Sébastien Gattuso Patrice Servelle* | Kettes      | 57,50    | 20.      | 57,30    | 20.      | 57,80    | 26.      | kiesett  | kiesett  | 2:52,60    | 19.        |

* – a bob vezetője